# István Sulyok
István Sulyok – węgierski kierowca wyścigowy.

## Biografia
Był dyrektorem naczelnym firmy Autószerviz Vállalat, serwisującej samochody takich marek, jak Trabant, Wartburg czy Moskwicz. W wyścigach samochodowych rywalizował jednakże jednomiejscowym Melkusem 60. Wystartował w międzynarodowym Grand Prix Węgier 1962 według przepisów Formuły Junior, ale nie ukończył tego wyścigu. W latach 1963–1967 uczestniczył w Pucharze Pokoju i Przyjaźni, najlepiej kończąc wyścig na szóstej pozycji (Pecz 1964 oraz Leningrad 1966). W latach 1963–1969 ścigał się we Wschodnioniemieckiej Formule 3.
W 1964 roku zdobył wicemistrzostwo Węgierskiej Formuły 3, ulegając jedynie Tiborowi Szélesowi. W 1966 roku zajął trzecie miejsce w grupie w międzynarodowym wyścigu w Opatii.

## Wyniki
| Legenda oznaczeń w tabelach wyników Wyświetl szablon na nowej stronie | Legenda oznaczeń w tabelach wyników Wyświetl szablon na nowej stronie                                                                     |
| Oznaczenie                                                            | Wyjaśnienie |
| --------------------------------------------------------------------- | --- |
| Złoty                                                                 | Zwycięzca lub mistrzostwo |
| Srebrny                                                               | 2. miejsce lub wicemistrzostwo |
| Brązowy                                                               | 3. miejsce lub II wicemistrzostwo |
| Zielony                                                               | Ukończył, punktował (w klasyfikacji generalnej, gdy zdobył co najmniej jeden punkt na przestrzeni sezonu, poza trzema powyższymi opcjami) |
| Niebieski                                                             | Ukończył, nie punktował (w klasyfikacji generalnej, gdy nie zdobył co najmniej jednego punktu na przestrzeni sezonu)                      |
| Czerwony                                                              | Nie zakwalifikował się (NZ) |
| Czerwony                                                              | Nie prekwalifikował się (NPK) |
| Różowy                                                                | Nie ukończył (NU) |
| Różowy                                                                | Niesklasyfikowany (NS) (w klasyfikacji generalnej, gdy nie został sklasyfikowany w żadnym wyścigu sezonu)                                 |
| Czarny                                                                | Zdyskwalifikowany (DK) |
| Czarny                                                                | Wykluczony (WYK/EX) |
| Biały                                                                 | Nie wystartował (NW) |
| Biały                                                                 | Kontuzjowany (K/INJ) |
| Biały                                                                 | Wyścig odwołany (OD/C) |
| Bez koloru                                                            | Został wycofany (WYC/WD) |
| Bez koloru                                                            | Nie przybył (NP/DNA) |
| Bez koloru                                                            | Nie brał udziału w treningach (NT/DNP) |
| Bez koloru                                                            | Nie został zgłoszony (–) |
| Pogrubienie                                                           | Start z pole position |
| Kursywa                                                               | Najszybsze okrążenie wyścigu |
| †                                                                     | Nie ukończył, ale jego rezultat został zaliczony ze względu na przejechanie więcej niż 90% dystansu wyścigu.                              |
| *                                                                     | Sezon w trakcie |
| 1/2/3                                                                 | Punktowana pozycja w sprincie kwalifikacyjnym                                                                                             |
| Lista systemów punktacji Formuły 1                                    | |

### Puchar Pokoju i Przyjaźni
| Rok  | Samochód  | Silnik   | Wyniki w poszczególnych eliminacjach | Wyniki w poszczególnych eliminacjach | Wyniki w poszczególnych eliminacjach | Wyniki w poszczególnych eliminacjach | Pkt. | Msc. |
| ---- | --------- | -------- | ------------------------------------ | ------------------------------------ | ------------------------------------ | ------------------------------------ | ---- | ---- |
| 1963 |           |          |                                      |                                      | Czechosłowacja                       |                                      | ?    | ?    |
| 1963 | Melkus 60 | Wartburg | ?                                    | 11                                   | ?                                    | ?                                    | ?    | ?    |
| 1964 |           |          |                                      | Czechosłowacja                       |                                      |                                      | ?    | ?    |
| 1964 | Melkus 60 | Wartburg | 13                                   | 14                                   | 6                                    | ?                                    | ?    | ?    |
| 1966 |           |          |                                      |                                      |                                      |                                      | ?    | ?    |
| 1966 | Melkus 60 | Wartburg | 9                                    | –                                    | –                                    | 14                                   | ?    | ?    |
| 1967 |           |          |                                      |                                      | Czechosłowacja                       |                                      | ?    | ?    |
| 1967 | Melkus 60 | Wartburg | –                                    | –                                    | –                                    | 11                                   | ?    | ?    |

### Wschodnioniemiecka Formuła 3
W latach 1960–1963 mistrzostwa rozgrywano według przepisów Formuły Junior.
| Rok  | Zespół          | Samochód  | Silnik   | Wyniki w poszczególnych eliminacjach | Wyniki w poszczególnych eliminacjach | Wyniki w poszczególnych eliminacjach | Wyniki w poszczególnych eliminacjach | Wyniki w poszczególnych eliminacjach | Wyniki w poszczególnych eliminacjach | Pkt. | Msc. |
| ---- | --------------- | --------- | -------- | ------------------------------------ | ------------------------------------ | ------------------------------------ | ------------------------------------ | ------------------------------------ | ------------------------------------ | ---- | ---- |
| 1963 |                 |           |          |                                      |                                      |                                      |                                      |                                      |                                      | 0    | NS   |
| 1963 | VII. Autójavitó | Melkus 60 | Wartburg | –                                    | –                                    | –                                    | –                                    | 11                                   | –                                    | 0    | NS   |
| 1964 |                 |           |          |                                      |                                      |                                      |                                      |                                      |                                      | 0    | NS   |
| 1964 | VII. Autójavitó | Melkus 60 | Wartburg | –                                    | –                                    | –                                    | –                                    | 13                                   | 11                                   | 0    | NS   |
| 1965 |                 |           |          |                                      |                                      |                                      |                                      |                                      |                                      | 0    | NS   |
| 1965 | VII. Autójavitó | Melkus 60 | Wartburg | –                                    | –                                    | 22                                   | –                                    | NU                                   | –                                    | 0    | NS   |
| 1967 |                 |           |          |                                      |                                      |                                      |                                      |                                      |                                      | 0    | NS   |
| 1967 | VII. Autójavitó | Melkus 60 | Wartburg | –                                    | –                                    | –                                    | –                                    | –                                    | 11                                   | 0    | NS   |
| 1969 |                 |           |          |                                      |                                      |                                      |                                      |                                      |                                      | 0    | NS   |
| 1969 | VII. Autójavitó | Melkus 60 | Wartburg | 10                                   | –                                    | –                                    | –                                    |                                      |                                      | 0    | NS   |